# Lista verde del patrimonio

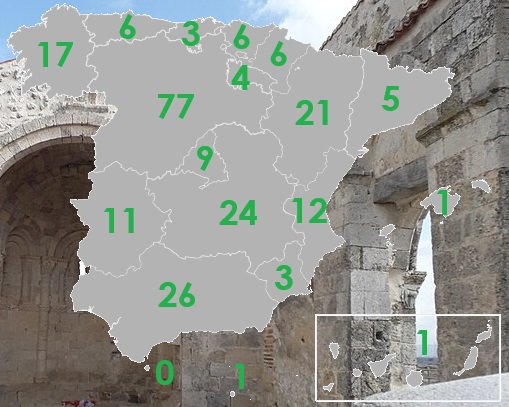
Número de monumentos en la Lista por autonomías a 5 de julio de 2024

La Lista verde del patrimonio es un catálogo de los bienes patrimoniales que han sido retirados de la Lista roja ya que el riesgo que sufrían ha sido solucionado o ha desaparecido.
Recoge aquellos proyectos y actuaciones que destacan por su compromiso con la conservación y gestión sostenible del patrimonio cultural, y que contribuyen a su valorización social, económica y cultural. Se trata de iniciativas que fomentan la participación ciudadana, el respeto al medio ambiente, la integración social y la innovación en la gestión del patrimonio cultural.

## Bienes en la Lista Verde
La cantidad de bienes culturales incluidos en la Lista Verde de Hispania Nostra varía cada año, ya que se seleccionan nuevos proyectos y se va actualizando la lista.
Desde su creación en 2011, se han incluido en la Lista Verde un total de 222 proyectos y actuaciones ejemplares, abarcando diversas categorías como la restauración de monumentos, la gestión de paisajes culturales, la recuperación de patrimonio industrial, la educación patrimonial, entre otras.
Cada año se reciben numerosas candidaturas de proyectos y actuaciones de calidad, por lo que la inclusión en la Lista Verde de Hispania Nostra es un reconocimiento importante y un estímulo para seguir trabajando en la protección y gestión sostenible del patrimonio cultural.